# Nicolas de Valavoire
Pour les articles homonymes, voir Valavoire (homonymie).
Nicolas de Valavoire, né à Volx et mort le 28 avril 1685 à Riez, est un prélat français du XVIIe siècle. Il est évêque de Riez de 1652 à sa mort.  

## Biographie
Il est  fils de Pierre, seigneur de Volx et de Gabrielle Forbins de Soliers. Son frère, François Auguste sera gouverneur de Sisteron et lieutenant général des armées. 
Nicolas de Valavoire est nommé à l'évêché de Riez le 10 mai 1652. Il est sacré évêque le 8 décembre de la même année par son prédécesseur devenu évêque d'Autun. Il fait construire sur les ruines de l'ancienne basilique et cathédrale de Saint Maxime une chapelle en l'honneur de ce patron. Nicolas de Valavoire assiste en 1655 à l'assemblée générale du clergé et publie en 1675 de nouveaux statuts synodaux.